# قائمة شخصيات ظهرت على طوابع البريد الجيبوتية
هذه قائمة تتضمن أسماء الأشخاص الذين وُضعت صورهم على طوابع البريد في جمهورية جيبوتي وسابقاتها.

## أشخاص ظهروا على طوابع بريد جيبوتي

### الساحل الصومالي الفرنسي (1902-1967)
| الاسم           | الدولة والوظيفة                                | تاريخ أول إصدار | عدد الطوابع | ملاحظات                                                         |
| --------------- | ---------------------------------------------- | --------------- | ----------- | --------------------------------------------------------------- |
| الحاكم برنارد   | الحاكم الاستعماري للصومال الفرنسي (-توفي 1935) | 1960            | 1           | صدر بمناسبة مرور 25 عاما على ذكرى وفاة الحاكم الاستعماري برنارد |
| ديان دو بواتييه | نبيلة فرنسية                                   | 1937            | 1           |                                                                 |
| فيلكس إيبويه    | الحاكم الاستعماري للصومال الفرنسي              | 1945            | 2           |                                                                 |
| ليونس لاجارد    | الحاكم الاستعماري للصومال الفرنسي              | 1938 1942       | 20          |                                                                 |
| ماري كوري       | عالمة كيمياء وعالمة فيزياء                     | 1938            | 1           | صدر احتفالًا بمرور 40 عاما على اكتشاف عنصر الريديوم              |
| بيار كوري       | عالم كيمياء وعالم فيزياء                       | 1938            | 1           | صدر احتفالًا بمرور 40 عاما على اكتشاف عنصر الريديوم              |

### إقليم عفار والعيسيون الفرنسي (1967-1977)
| الاسم                | الدولة والوظيفة            | تاريخ أول إصدار | عدد الطوابع | ملاحظات                                                       |
| -------------------- | -------------------------- | --------------- | ----------- | ------------------------------------------------------------- |
| كليمان آدر           | مهندس وطيار                | 1975            | 1           | صدر بمناسبة إحياء الذكرى الخمسين على وفاة كليمان آدر          |
| أندريه ماري أمبير    | عالم رياضيات وفيزيائي      | 1975            | 1           | صدر بمناسبة إحياء الذكرى المائتين على ميلاد أندريه ماري أمبير |
| ألكسندر غراهام بل    | مهندس ومخترع الهاتف        | 1976            | 1           |                                                               |
| ألبرت كالميت         | عالم                       | 1972            | 1           |                                                               |
| نيكولاس كوبرنيكوس    | عالم رياضيات وعالم فلك     | 1973            | 1           |                                                               |
| ماري كوري            | عالمة كيمياء وعالمة فيزياء | 1974            | 1           | صدر بمناسبة مرور 40 عاما على وفاة ماري كوري                   |
| شارل ديغول           | سياسي                      | 1971            | 2           | [ 10 ]                                                        |
| توماس إديسون         | مخترع                      | 1977            | 1           |                                                               |
| هنري فارمان          | طيار                       | 1974            | 1           | صدر بمناسبة الذكرى المئوية لميلاد هنري فارمان                 |
| كميل غيران           | بيطري وأحيائي              | 1972            | 1           |                                                               |
| إدوارد جينر          | طبيب                       | 1973            | 1           |                                                               |
| روبرت كوخ            | طبيب                       | 1973            | 1           |                                                               |
| غولييلمو ماركوني     | مخترع                      | 1974            | 1           | صدر بمناسبة الذكرى المئوية لميلاد غولييلمو ماركوني            |
| ميكيلانجيلو          | رسام                       | 1975            | 1           | صدر بمناسبة إحياء الذكرى الخمسمائة على ميلاد ميكيلانجيلو      |
| موليير               | شاعر ومسرحي                | 1973            | 1           |                                                               |
| لويس باستور          | كيميائي                    | 1972            | 1           |                                                               |
| فيلهلم كونراد رونتغن | فيزيائي                    | 1973            | 1           |                                                               |
| ألساندرو فولتا       | فيزيائي                    | 1977            | 1           |                                                               |

### الجمهورية جيبوتي (2012- الآن)
| الاسم                            | الدولة والوظيفة                      | تاريخ أول اصدار | عدد الطوابع | ملاحظات |
| -------------------------------- | ------------------------------------ | --------------- | ----------- | --- |
| حسن جوليد أبتيدون                | أول رئيس لجمهورية جيبوتي (1977-1999) | 1978            | 1           | |
| بادن باول                        | مؤسس الحركة الكشفية العالمية         | 1982            | 1           | صدر بمناسبة مرور 125 عام على ميلاد اللورد بادن باول                                                                         |
| ألكسندر غراهام بل                | محترع                                | 1977            | 1           | |
| لويس بلايريو                     | طيار ومخترع                          | 1984            | 1           | |
| الأمير تشارلز الثالث             | أمير ويلز                            | 1981            | 2           | صدر بمناسبة زواج الأمير تشارلز والأميرة ديانا                                                                               |
| كريستوفر كولومبوس                | مستكشف                               | 1991            | 1           | |
| جيمس كوك                         | مستكشف                               | 1980            | 2           | صدر بمناسبة إحياء الذكرى 200 على وفاة المستكشف البريطاني جيمس كوك                                                           |
| ماري كوري                        | كيميائية وفيزيائية                   | 1984            | 1           | |
| بيار كوري                        | كيميائي وفيزيائي                     | 1984            | 1           | |
| بيير دي كوبرتان                  | مؤسس الألعاب الأوليمبية              | 1987            | 1           | |
| شارل ديغول                       | سياسي                                | 1990            | 1           | |
| الأميرة ديانا                    | أميرة ويلز                           | 1981            | 2           | صدر بمناسبة الذكرى السنوية الحادية والعشرين لميلاد الأميرة ديانا                                                            |
| توماس إديسون                     | مخترع                                | 1977            | 1           | |
| ألكسندر فلمنج                    | أحيائي                               | 1980            | 1           | |
| يوري جاجارين                     | رائد فضاء                            | 1981            | 1           | صدر بمناسبة إحياء الذكرى العشرين لأول رائد فضاء روسي                                                                        |
| غاليليو غاليلي                   | فيزيائي وعالم فلك                    | 1984            | 1           | |
| مهاتما غاندي                     | زعيم حركة استقلال الهند              | 1998            | 1           | |
| جون غلين                         | رائد فضاء                            | 1982            | 1           | |
| إدموند هالي                      | فيزيائي وعالم فلك                    | 1986            | 1           | |
| جيرهارد أرماور هانسن             | طبيب                                 | 1985            | 1           | |
| رولاند هيل                       | مصلح اجتماعي                         | 1979            | 3           | صدر بمناسبة إحياء الذكرى الئموية لوفاة السير رولاند هيل                                                                     |
| فكتور هوغو                       | شاعر وروائي                          | 1985            | 1           | |
| مارتن لوثر كينغ الابن            | سياسي وناشط حقوقي                    | 1983            | 1           | |
| روبرت كوخ                        | طبيب                                 | 1982            | 1           | صدر بمناسبة الذكرى المئوية لاكتشاف روبرت كوخ للبكتيريا المسببة لداء السل                                                    |
| تشارلز لندبرغ                    | طيار ومهندس                          | 1987            | 1           | |
| صمويل مورس                       | فيزيائي                              | 1987            | 1           | |
| هوراشيو نيلسون                   | ضابط                                 | 1981            | 1           | |
| ألفرد نوبل                       | مخترع                                | 1983            | 1           | |
| لويس باستور                      | كيميائي                              | 1987            | 1           | |
| آرثر رامبو                       | شاعر                                 | 1985 1992       | 2           | |
| بيتر رومانوفسكي                  | لاعب شطرنج                           | 1980            | 1           | |
| فرانكلين روزفلت                  | سياسي                                | 1982            | 1           | |
| ديك روتان                        | طيار                                 | 1987            | 1           | |
| فريدريش ساميش                    | شطرنج                                | 1980            | 1           | |
| آلان شيبرد                       | رائد فضاء                            | 1981            | 1           | صدر بمناسبة إحياء الذكرى العشرين لأول رائد فضاء أمريكي                                                                      |
| جورج ستيفنسون                    | مهندس                                | 1981            | 1           | |
| الأم تريزا                       | راهبة                                | 1998            | 1           | |
| جول فيرن                         | روائي                                | 1980            | 1           | صدر بمناسبة مرور 75 عاما على وفاة جول فيرن                                                                                  |
| ألساندرو فولتا                   | فيزيائي                              | 1977            | 1           | |
| فرديناند فون زبلين               | قائد عسكري                           | 1980            | 2           | صدر بمناسبة مرور 80 عاما على أول رحلة جوية لفرديناند فون زبلن                                                               |
| جورج واشنطن                      | أول رئيس للولايات المتحدة الأمريكية  | 1982            | 1           | |
| جيانا ييغر                       | طيارة                                | 1987            | 1           | |
| مهاتما غاندي                     | سياسي                                | 2020            | 2           | صدرت بمناسبة إحياء الذكرى 150 لوفاة المهاتما غاندي                                                                          |
| جو بايدن                         | رئيس                                 | 2020            | 1           | [ 26 ] |
| إيتور بوجاتي                     | مخترع                                | 2021            | 1           | صدر بمناسبة إحياء الذكرى 140 لميلاد رائد صناعة السيارات الإيطالي إيتور بوجاتي                                               |
| نابليون بونابرت                  | قائد عسكري                           | 2021            | 4           | صدر بمناسبة إحياء الذكرى 200 على وفاة الإمبراطور الفرنسي نابليون بونابارت                                                   |
| بابلو بيكاسو                     | رسام                                 | 2021            | 4           | صدر بمناسبة إحياء الذكرى 140 على ميلاد الفنان التشكيلي الإسباني بابلو بيكاسو                                                |
| أنطونيو فيفالدي                  | موسيقي                               | 2021            | 4           | صدر بمناسبة إحياء الذكرى ال280 لوفاة المؤلف الموسيقي الإيطالي أنطونيو فيالدي                                                |
| ويليام سبيرز بروس                | مستكشف، وعالم أحياء بحرية            | 2021            | 4           | صدرت بمناسبة الذكرى المئوية لوفاة عالم المحيطات والاحياء البحرية والمستكشف البريطاني ويليام سبيرز بروس                      |
| أوجست رينوار                     | رسام                                 | 2021            | 1           | صدر بمناسبة إحياء الذكرى 180 لميلاد الفنان التشكيلي الفرنسي بيير اوغست رينوار                                               |
| إيمانويل لاسكر                   | عالم رياضيات ولاعب شطرنج             | 2021            | 4           | صدر بمناسبة إحياء الذكرى 80 على وفاة الرياضياتي والفيلسوف ولاعب الشطرنج الألماني إيمانويل لاسكر                             |
| يوري جاجارين                     | رائد فضاء                            | 2021            | 4           | صدرت بمناسبة مرور 60 عاما على رحلة فوستوك 1                                                                                 |
| ألكسندر فلمنج                    | عالم أحياء                           | 2021            | 4           | صدرت بمناسبة مرور 140 عاما على ميلاد مكتشف البنسلين                                                                         |
| فولفغانغ أماديوس موزارت          | موسيقي                               | 2021            | 4           | صدرت بمناسبة إحياء الذكرة 265 لميلاد المؤلف الموسيقي النمساوي فولفغانغ أماديوس موزارت                                       |
| مارلين مونرو                     | مغنية                                | 2021            | 4           | صدرت بمناسبة إحياء الذكرى 95 لميلاد عارضة الأزياء والمغنية الأمريكية مارلين مونرو                                           |
| إليزابيث الثانية                 | ملكة                                 | 2021            | 4           | صدرت بمناسبة إحياء الذكرى 95 لميلاد الملكة إليزابيث الثانية ملكة بريطانيا                                                   |
| نواف الأحمد الجابر الصباح        | أمير دولة الكويت                     | 2023            | 1           | صدر لتعميق علاقات التضامن والتعاون بين جمهورية جيبوتي ودولة الكويت، وعُرض الطابع في متحف مؤسسة دار الآثار الإسلامية الكويتية |
| مشعل الأحمد الأحمد الجابر الصباح | ولي عهد أمير دولة الكويت             | 2023            | 1           | صدر لتعميق علاقات التضامن والتعاون بين جمهورية جيبوتي ودولة الكويت، وعُرض الطابع في متحف مؤسسة دار الآثار الإسلامية الكويتية |
| صباح الأحمد الجابر الصباح        | أمير دولة الكويت                     | 2023            | 1           | صدر لتعميق علاقات التضامن والتعاون بين جمهورية جيبوتي ودولة الكويت، وعُرض الطابع في متحف مؤسسة دار الآثار الإسلامية الكويتية |